# Comtelsa
Comtelsa est une coentreprise créé en 1946 entre l'agence de presse espagnole EFE et son homologue britannique Reuters pour distribuer les services d'information économiques et financières de Reuters dans le monde hispanophone.

## Histoire
La création de Comtelsa a été précédée deux ans auparavant par un premier accord entre les deux entreprises en 1944. Son capital est réparti à 50 % entre EFE et Reuters. Plus tard, EFE va augmenter sa part, au moment de se développer en Am2rique du Sud. En 1963 et 1965, EFE double son capital mais sans parvenir à percer, car elle ne contrôle que 8 % du marché sud-américain en 1976. Il faudra attendre la fin des années 1980 et l'effondrement de United Press International, qui détenait encore 39 % de ce marché en 1976, pour voir EFE progresser et détenir un quart du marché. Comtelsa a surtout bénéficié des savoir-faire développés au cours de l'accélération l'Histoire de l'Agence Reuters, dans les années 1960 et 1970, en matière d'information financière et surtout de technologies boursières, avec les produits Stockmaster et Money Monitor 
En 1971, alors que Reuters vient de lancer son Money Monitor, la coentreprise se porte mieux que jamais, 25 ans après sa création et elle est toujours répartie à 50 % entre les deux agences. Gerald Long, le président de Reuters se rend à Madrid pour rencontrer son homologue Manuel Aznar Zubigaray et vanter la « bonne volonté » des deux associés. Les journaux espagnols et sud-américains reprenant les dépêches d'EFE mentionnaient la source Comtelsa, synonyme de fiabilité, quand il s'agissait de nouvelles économiques et financières.